# Philipp Müller (Theologe, 1960)
Philipp Müller (* 1960 in Düren) ist ein deutscher katholischer Theologe und Professor für Pastoraltheologie an der Universität Mainz.

## Leben
Philipp Müller wuchs in Nideggen (Kreis Düren) auf. Nach dem Abitur am Stiftischen Gymnasium in Düren und der Bundeswehr studierte er Katholische Theologie und Geschichte in Freiburg im Breisgau. Beide Fächer schloss er mit dem Diplom bzw. Staatsexamen ab. Im Mai 1991 wurde er im Freiburger Münster zum Priester des Erzbistums Freiburg geweiht. Nach einer Kaplanszeit in Karlsruhe war er wissenschaftlicher Angestellter am Lehrstuhl für Pastoraltheologie der Albert-Ludwigs-Universität Freiburg. Dort wurde er im Jahr 1997 mit einer Arbeit über das Seelsorgeverständnis des Freiburger Pastoraltheologen Linus Bopp (1887–1971) zum Dr. theol. promoviert; die Theologische Fakultät Freiburg i. Br. hat diese Arbeit mit "summa cum laude" bewertet und mit dem Bernhard-Welte-Preis ausgezeichnet. Von 1999 bis 2006 war Müller Regens des Priesterseminars der Erzdiözese Freiburg in St. Peter (Schwarzwald). Zeitgleich verfasste er eine Habilitationsschrift mit dem Thema "Predigt ist Zeugnis. Grundlegung der Homiletik", aufgrund deren ihm die Theologische Fakultät Freiburg i. Br. im Dezember 2006 die venia legendi für die Fächer Pastoraltheologie und Homiletik verlieh. Von 2008 bis 2011 wirkte Müller als Pastoraltheologe an der Katholischen Fachhochschule Mainz. Im Oktober 2011 wurde er zum Professor für Pastoraltheologie an die Universität Mainz berufen.
Forschungsschwerpunkte von Müller sind die Seelsorgelehre, Evangelisierende Pastoral, Geschichte der Pastoral und der Pastoraltheologie, Berufungspastoral sowie Christliche Spiritualität.
Müller war von 2011 bis 2021 Berater der Kommission IV der Deutschen Bischofskonferenz "Geistliche Berufe und Kirchliche Dienste". Im Jahr 2014 wurde er mit dem Lehrpreis der Johannes-Gutenberg-Universität Mainz für qualitativ hochwertige Lehre ausgezeichnet. Neben seiner Tätigkeit als Pastoraltheologe an der Katholisch-Theologischen Fakultät der Universität Mainz übernahm er ab dem Wintersemester 2020 die Funktion des Spirituals am Priesterseminar Mainz.

## Schriften (Auswahl)

### Monographien
- Dem Leben dienen. Das Seelsorgeverständnis von Linus Bopp (1887-1971) im Kontext heutiger Seelsorgekonzeptionen (= Studien zur Theologie und Praxis der Seelsorge. Bd. 28). Echter, Würzburg 1997 (Dissertation, Universität Freiburg im Breisgau, 1997).
- Predigt ist Zeugnis. Grundlegung der Homiletik. Herder, Freiburg im Breisgau/Basel/Wien 2007 (Habilitationsschrift, Universität Freiburg im Breisgau, 2006).
- Die Kunst zu trösten (= Ignatianische Impulse. Bd. 88). Echter, Würzburg 2020.

### Herausgegebene Bücher
- mit Hubert Windisch: Seelsorge in der Kraft des Heiligen Geistes. Festschrift für Weihbischof Paul Wehrle. Herder, Freiburg im Breisgau/Basel/Wien 2005.
- mit Werner Müller-Geib: Relativismus. Der Anspruch des christlichen Glaubens in einer pluralen Gesellschaft. EOS, St. Ottilien 2010.
- mit Gerhard Schneider: Ein Beruf in der Kirche? Fragen der Berufungspastoral. Grünewald, Ostfildern 2013.
- Bistümer im epochalen Umbruch. Akademie des Bistums Mainz. Materialien 1/2019, Mainz 2019.
- mit Peter Kohlgraf: Wer Macht Kirche? Macht und Partizipation in der Kirche. Akademie des Bistums Mainz. Materialien 1/2020, Mainz 2020.